# 耶路撒冷地
《耶路撒冷地》是一部由史蒂芬·金於1978年所著的短篇小說，收錄在短篇小說集《有時候，他們會回來》內，同時亦收錄在2005年新版的《撒冷地》的附頁內。
2004年，台灣奇幻基地出版《克蘇魯神話》一書有收錄此篇，當時以〈耶路撒冷之籤〉為中文篇名。
2012年，台灣皇冠出版社再次出版《撒冷地》時亦將〈耶路撒冷地〉收錄進去。

## 故事簡介
查爾斯繼承了家族位於傳教士之角的大屋，連同僕人卡爾文居住。入住後，查爾斯寫信告訴他的朋友伯恩斯，這間大宅有著一股不尋常的怪氣，夜晚在牆壁更會傳出聲響，村內的人對大宅又是敬而遠之。一天，查爾斯和卡爾文在地牢下見到家族的亡魂，於是決定到附近的耶路撒冷地尋找家族的歷史。